# Derolus arnoldi
Derolus arnoldi är en skalbaggsart som beskrevs av Pierre Lepesme och Stefan von Breuning 1958. Derolus arnoldi ingår i släktet Derolus och familjen långhorningar.
Artens utbredningsområde är Zimbabwe. Inga underarter finns listade i Catalogue of Life.